# Virgin Schallplatten
Virgin Schallplatten, GmbH, é uma editora alemã, que é uma branch company da Virgin Records. Alguns dos artistas famosos que trabalharam com a editora foram: Culture Club, Sandra, Eurythmics, Paul Hardcastle, Michael Cretu, The Human League, Enigma, UB40, Inner City e The Prodigy.